# Atna Range
Atna Range är ett berg i Kanada.   Det ligger i provinsen British Columbia, i den centrala delen av landet, 3 700 km väster om huvudstaden Ottawa. Toppen på Atna Range är 2 588 meter över havet.
Terrängen runt Atna Range är huvudsakligen bergig, men åt sydost är den kuperad. Atna Range är den högsta punkten i trakten. Trakten runt Atna Range är nära nog obefolkad, med mindre än två invånare per kvadratkilometer.. Det finns inga samhällen i närheten.
Trakten runt Atna Range består i huvudsak av gräsmarker.